# John Paul Stevens
Pour les articles homonymes, voir John Stevens et Stevens.
John Paul Stevens, né le 20 avril 1920 à Chicago (Illinois) et mort le 16 juillet 2019 à Fort Lauderdale (Floride), est juge de la Cour suprême des États-Unis de 1975 à 2010.
Nommé par le président Gerald Ford, il est le doyen de la Cour suprême entre 2005 et 2010 et en était l'un des membres les plus progressistes.

## Biographie
John Paul Stevens est né en 1920 à Chicago dans l'Illinois.
Diplômé en anglais de l'université de Chicago, il s'engage dans l'United States Navy en 1941 et de 1942 à 1945 participe à la guerre du Pacifique. Il a reçu la Bronze Star.
En juin 1942, il épouse Elizabeth Jane Sheeren dont il divorce en 1979 pour épouser Maryan Mulholland Simon. Il a quatre enfants : John Joseph (mort d'un cancer en 1996), Kathryn, Elizabeth et Susan. Sa seconde épouse est décédée en 2015 à 84 ans.
Après la fin de la guerre, il poursuit des études de droit sur les conseils de son frère Richard, à l'école de droit de l'université Northwestern. Il est diplômé en 1947.

### Carrière
John Paul Stevens entame une carrière d'avocat prolifique d'abord au sein du cabinet Poppenhusen, Johnston, Thompson & Raymond.
En 1951, il est engagé comme conseiller juridique au sein du comité judiciaire de la chambre des représentants.
En 1952, à Chicago, il fonde avec des associés son propre cabinet Rothschild, Stevens, Barry & Myers. John Paul Stevens est spécialisé dans la lutte contre les trusts.
En 1970, sa notoriété dans le monde juridique est importante et sa compétence reconnue. Le président Richard Nixon le nomme alors juge à la cour d'appel pour le 7e circuit le 20 novembre 1970.
Le 9 décembre 1975, sur nomination de Gerald Ford et après confirmation par le Sénat (par 98 voix contre 0) trois semaines plus tard, un délai très court pour la procédure, il entre à la Cour suprême des États-Unis pour reprendre le siège de William O. Douglas (1898–1980) parti en retraite (après 36 ans et 209 jours à la Cour suprême, le plus long mandat à la Cour suprême de toute l'histoire).
Après avoir à son tour accompli l'un des plus longs mandats de l'histoire de la Cour, il prend sa retraite en 2010 et est remplacé par Elena Kagan.
Il meurt en 2019 à l'âge de 99 ans, juste après la publication de ses mémoires.
Il donne ses archives personnelles à la bibliothèque du Congrès, qui sont progressivement ouvertes à la consultation entre 2020 et 2030.

## Philosophie juridique
D'abord perçu comme un conservateur centriste, ses positions ont évolué vers la gauche. Il était l'un des juges les plus progressistes de la Cour suprême bien qu'il s'en défende et se réclame du conservatisme modéré. D'ailleurs, dans Diamond v. Chakrabarty (1980), qui autorise la brevetabilité du vivant, il a rejoint la majorité conservatrice, aux côtés du président de la Cour Warren Earl Burger, de William Rehnquist, de Potter Stewart (en) et d'Harry Blackmun.
Il est hostile à la restriction du droit à l'avortement ; sceptique sur la restriction de l'affirmative action (la « discrimination positive ) après l'avoir cependant combattu ; partisan de l'extension de droits aux homosexuels et défenseur des prérogatives de l'État fédéral.
Il rédige l'arrêt qui consacre la déférence Chevron.
Il s'est prononcé contre la censure et le droit d'expression des étudiants au sein des écoles publiques. Il s'est également prononcé en faveur de la réintroduction de la peine de mort en 1976 mais il s'y est par la suite opposé à titre personnel : il s'est joint à la courte majorité de la Cour, en 2005, pour abroger la peine capitale pour les moins de 18 ans (Roper v. Simmons). Néanmoins, cela ne l'a pas empêché de voter en faveur de la méthode d'exécution par injection létale en 2008.
En mai 2009, il a lu à voix haute l'opinion minoritaire de la Cour dans Montejo v. Louisiana, ce qui était une première durant cette session de la Cour suprême. Montejo v. Louisiana renverse Michigan v. Jackson (1986), qui avait été écrit par Stevens lui-même et qui interdisait à la police d'interroger un suspect en l'absence de son avocat, invalidant toute preuve ou témoignage obtenu de la sorte.
En 2014, il publie un essai proposant six amendements à la Constitution pour améliorer la démocratie américaine : le renforcement de la clause de suprématie, l'établissement des critères neutres pour délimiter les circonscriptions législatives afin de prévenir le Gerrymandering, la régulation du financement des lobbys et corporations dans les campagnes électorales (une critique de Citizens United v. Federal Election Commission), la possibilité d'attaquer en justice les États fédérés, l'abolition de la peine de mort et un port d'arme plus restrictif.